# Nattriss Point (udde i Sydgeorgien och Sydsandwichöarna)
Nattriss Point är en udde i Sydgeorgien och Sydsandwichöarna (Storbritannien). Den ligger i den östra delen av Sydgeorgien och Sydsandwichöarna.
Terrängen inåt land är platt åt nordväst, men åt sydväst är den kuperad. Havet är nära Nattriss Point österut.  Det finns inga samhällen i närheten. 